# 前圣奥斯定医院
前圣奥斯定医院（Ex Ospedale Sant'Agostino）是意大利摩德纳的一座18世纪建筑，位于圣奥斯定门广场（Largo Porta Sant'Agostino）228号。

## 历史
摩德纳前圣奥斯定医院呈钳形，由法兰西斯科三世·埃斯特公爵倡议，建于1753-1758年，名为“病人大医院”（Grande Spedale degli Infermi）。。1772年扩建后，可以俯瞰艾米利亚大道，容纳一个军事医务室。从建院起，尤其是在19世纪，医院的历史和政治事件与对面的“穷人大旅舍”（Grande Albergo dei Poveri）的命运交织在一起，即现在的博物宫。随着第一次世界大战和随后的人口增长，人们认为有必要建立一个新的医院，在二战后建成。然而，圣奥斯定医院一直运营到2004年。员工、设备和临床活动转移到新的医院。医院地产随后被摩德纳储蓄基金会收购，修复后改造成文化中心。
前圣奥斯定医院建筑内设有摩德纳解剖剧场、圣奥斯定医院历史药房。